# 熱田車站
熱田車站（日语：／ Atsuta eki */?）是一由東海旅客鐵道（JR東海）所經營的鐵路車站，位於日本愛知縣名古屋市熱田區森後町二丁目，是東海道本線沿線的車站之一。根據JR的特定都區市內制度，熱田車站屬於「名古屋市內」的車站之一，在營運上由於是JR東海的直營車站因此設有站長，並由隔鄰的的金山車站負責管理，設有綠窗口。
正如同大部分東海道本線初設時就已啟用或一同啟用的車站一樣，熱田車站也是根據江戶時代所建立的驛道宿場之位置而設立，靠近東海道五十三次中排第41號的宮宿與知名的熱田神宫，該地區自古以來即為頗重要的交通要衝。不過，當時作為半田線（今日武豐線）終點站而在1886年時啟用的熱田車站並不位於今日的站址上，而是位在往南約1.57公里的瑞穗區浮島町附近。直到1896年時才遷建到目前的位置（離熱田神宮入口約500公尺），並同時改築為第二代的站舍（目前所使用的站舍則為1982年修築的第四代）。

## 車站

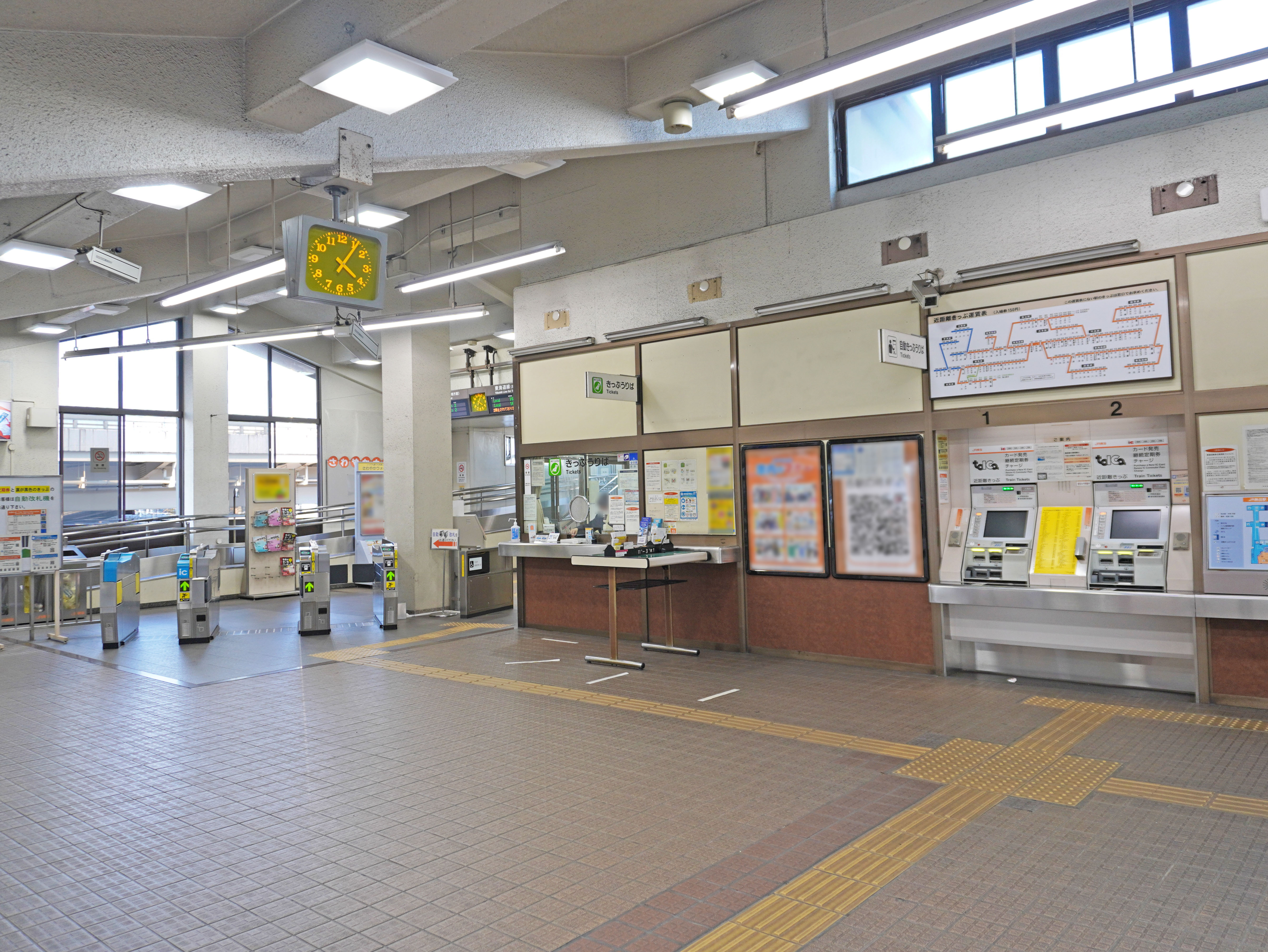
檢票口（2022年11月）

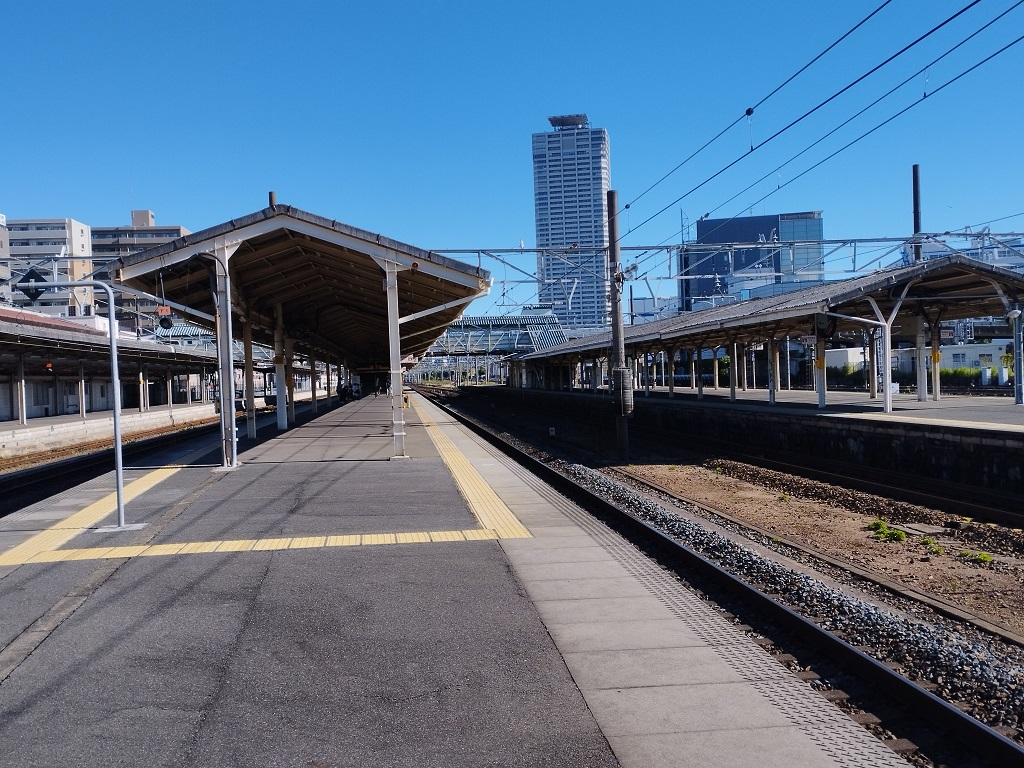
月台（2022年6月）

熱田是一個配備有兩座島式月台、4條乘車路線的地面車站，其中靠近內側的2號、3號線分別是下行與上行主線，而1、4號線則是待避用途。另外在4號線的東側還設有兩條列車暫停用的留置線，主要是供特急列車「白鷺」（しらさぎ）折返回送或通勤電聯車停留過夜使用。
由於正常營運時列車都是直接停靠在主線月台上，因此1、4號兩條路線名義上雖是待避線，但實際上卻僅是作為預備月台用途。

### 月台配置
| 月台 | 路線       | 方向 | 目的地             | 備註                    |
| ---- | ---------- | ---- | ------------------ | ----------------------- |
| 1、2 | 東海道本線 | 下行 | 往名古屋、大垣方向 | 1號月台事實上是預留月台 |
| 3、4 | 東海道本線 | 上行 | 往豐橋、武豐方向   | 4號月台事實上是預留月台 |

## 使用情況
根據「名古屋市統計年鑑」，此站1日平均上車人次上車人次如下表。
| 年度   | 1日平均 上車人次 | 來源   |
| ------ | ---------------- | ------ |
| 1991年 | 3,462            | [ 2 ]  |
| 1992年 | 3,374            | [ 2 ]  |
| 1993年 | 3,320            | [ 2 ]  |
| 1994年 | 3,217            | [ 2 ]  |
| 1995年 | 3,116            | [ 3 ]  |
| 1996年 | 3,103            | [ 3 ]  |
| 1997年 | 3,053            | [ 3 ]  |
| 1998年 | 3,012            | [ 3 ]  |
| 1999年 | 2,930            | [ 3 ]  |
| 2000年 | 2,890            | [ 4 ]  |
| 2001年 | 2,799            | [ 4 ]  |
| 2002年 | 2,747            | [ 4 ]  |
| 2003年 | 2,835            | [ 4 ]  |
| 2004年 | 2,914            | [ 4 ]  |
| 2005年 | 2,880            | [ 5 ]  |
| 2006年 | 2,799            | [ 5 ]  |
| 2007年 | 2,831            | [ 5 ]  |
| 2008年 | 2,856            | [ 5 ]  |
| 2009年 | 2,893            | [ 5 ]  |
| 2010年 | 2,894            | [ 6 ]  |
| 2011年 | 2,840            | [ 7 ]  |
| 2012年 | 2,857            | [ 8 ]  |
| 2013年 | 2,894            | [ 9 ]  |
| 2014年 | 2,887            | [ 10 ] |
| 2015年 | 2,980            | [ 11 ] |
| 2016年 | 3,031            | [ 12 ] |
| 2017年 | 3,057            | [ 13 ] |
| 2018年 | 3,024            | [ 14 ] |

## 相鄰車站
東海旅客鐵道
 東海道本線
■特別快速、■新快速、■快速、■區間快速
通過
■普通
笠寺（CA64）－熱田（CA65）－金山（CA66）

### 曾經存在的路線
鐵道省（國有鐵道）
東海道本線貨物支線
熱田－（古渡信號站）－千種

### 來源
1. 1 2  駅掲示用時刻表の案内表記。これらはJR東海公式サイトの各駅の時刻表 （页面存档备份，存于）で参照可能（2015年1月現在）。
2. 1 2 3 4  平成8年版名古屋市統計年鑑 11.運輸・通信 11-5.JR東海各駅の乗車人員 （页面存档备份，存于） 総数を365および366で除した人数。
3. 1 2 3 4 5  平成12年版名古屋市統計年鑑 11.運輸・通信 11-5.JR東海各駅の乗車人員 （页面存档备份，存于） 総数を365および366で除した人数。
4. 1 2 3 4 5  平成17年版名古屋市統計年鑑 11.運輸・通信 11-7.JR東海各駅の乗車人員 （页面存档备份，存于） 総数を365および366で除した人数。
5. 1 2 3 4 5  平成22年版名古屋市統計年鑑 11.運輸・通信 11-7.JR東海各駅の乗車人員 （页面存档备份，存于） 総数を365および366で除した人数。
6. ↑  平成23年版名古屋市統計年鑑 11.運輸・通信 11-7.JR東海各駅の乗車人員 （页面存档备份，存于） 総数を365で除した人数。
7. ↑  平成24年版名古屋市統計年鑑 11.運輸・通信 11-7.JR東海各駅の乗車人員 （页面存档备份，存于） 総数を366で除した人数。
8. ↑  平成25年版名古屋市統計年鑑 11.運輸・通信 11-7.JR東海各駅の乗車人員 （页面存档备份，存于） 総数を365で除した人数。
9. ↑  平成26年版名古屋市統計年鑑 11.運輸・通信 11-7.JR東海各駅の乗車人員 （页面存档备份，存于） 総数を365で除した人数。
10. ↑  平成27年版名古屋市統計年鑑 11.運輸・通信 11-7.JR東海各駅の乗車人員 （页面存档备份，存于） 総数を365で除した人数。
11. ↑  平成28年版名古屋市統計年鑑 11.運輸・通信 11-7.JR東海各駅の乗車人員 （页面存档备份，存于） 総数を366で除した人数。
12. ↑  平成29年版名古屋市統計年鑑 11.運輸・通信 11-7.JR東海各駅の乗車人員 （页面存档备份，存于） 総数を365で除した人数。
13. ↑  平成30年版名古屋市統計年鑑 11.運輸・通信 11-7.JR東海各駅の乗車人員 （页面存档备份，存于） 総数を365で除した人数。
14. ↑  令和元年版名古屋市統計年鑑 11.運輸・通信 11-7.JR東海各駅の乗車人員 （页面存档备份，存于） 総数を365で除した人数。

## 外部連結
- 熱田 - 東海旅客鐵道